# The Peoples Republic of Europe

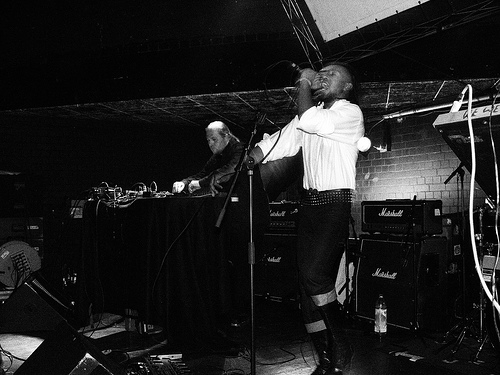
The Peoples Republic of Europe

The Peoples Republic of Europe is een Nederlands muziekgezelschap, dat op 4 juni 2000 werd opgericht. De aanvankelijke muziekstijl van de groep kan ongeveer worden omschreven als industrial ambient. Hierna slopen er echter steeds meer harde industrial-invloeden in de muziek, en langzamerhand maakten de industriële drones plaats voor hard geweld. 

## Cd's
Na een flink aantal demo's debuteerde de band in 2004 met de cd "Juche". Op dit thema-album kwam het politieke systeem van Noord-Korea aan bod, zonder dat hierover direct een standpunt voor of tegen werd ingenomen. Een en ander bleek kenmerkend voor de band, die zichzelf als nihilistisch beschouwt en een grondige afkeer heeft van politieke correctheid en wereldverbeteraars.
Begin 2005 verscheen het tweede album, Monopoly of Violence, met als thema's oorlog, geweld en strijd. Op dit album perfectioneerde de band hun "bulldozer industrial"-geluid, en het album ontving goede kritieken. Ook op deze cd bleek de fascinatie voor meta-politiek en systemen. De achterliggende filosofie bleef echter bij uitstek nihilistisch. Zoals de band het zelf uitdrukte: "We are not U2".
Begin 2006 verscheen de derde cd, getiteld Under Stress, waarop de bandleden hun inktzwarte visie op de maatschappij en de mensheid verder uitdiepten. In januari 2007 verscheen de vierde, Lubrication, waarop geëxperimenteerd werd met "grooves" uit funk en techno, terwijl het gewelddadige geluid behouden bleef.

## Discografie
- Cumulonimbus (cdr, 2000)
- Steel and Honour (2x cdr, 2001)
- Thirst (cdr, 2001)
- Live in Magnifiosi (cdr, 2002)
- Among the ruins (cdr, 2003)
- The Siege of Alkmaar (cdr, 2003)
- Juche (cd, album, 2004)
- Cumulonimbus II (bestand, MP3, 2005)
- Monopoly of Violence (cd, album, 2005)
- Under Stress (cd, album, 2006)
- Lubrication (cd, album, 2007)
- Singularity (cd, album, 2008)
- Babylon (cd, album, 2009)
- Mixtape USA (cdr, album, 2009)
- Nicolae Carpathia died for your Sins (bestand, MP3, EP, 2009)
- Anger Management (cd, EP, 2010)
- Solipsism (limited cd, 2011)
- Pax Europiana (bestand, 2011)
- Machine District (cd, 2011)
- Reign Of Terror (bestand, 2011)
- Mixtape III (bestand, 2011)
- Military Industrial Complex The Single (bestand, 2012)
- Military Industrial Complex (CD + bestand, 2012)
- Cumulonimbus IV (cdr, 2012)
- Time Bomb (bestand, MP3, 2012)
- Demon Rift (bestand, MP3, 2013)
- Into The Dark Lands (Live at the Steeple, Waregem, Belgium 09-02-2013) (bestand, MP3, 2013)